# Prairie (Caen)
Pour les articles homonymes, voir Prairie.
La Prairie est un espace vert de 60 hectares au centre de la ville de Caen.

## Histoire

### De l'Antiquité au Moyen Âge
La ville de Caen s'est développée dans un fond de vallée marécageux traversé par l'Orne et ses affluents, les Odons, ainsi que par une voie romaine. L'urbanisation s'est organisée entre cette voie romaine et l'Odon. Quand la ville s'accroit rapidement à partir du XIe siècle, deux ensembles s'individualisent : les Prairies Saint-Gilles à l'est de la ville et la Grande Prairie à l'Ouest. C'est cette dernière qui est appelée aujourd'hui la Prairie.
Le terme apparaît pour la première fois en 1027. Elle est alors considérée comme une « chose du Duc ». Ce domaine est dirigé par un agent ducal dénommé maréchal de Venoix assisté par des prayers. Le foin, fauché par des villageois d'une vaste zone entourant Caen dans le cadre des corvées, est entreposé au château de Caen. Après la création de l'abbaye aux Hommes et de l'abbaye aux Dames par Guillaume le Conquérant, les terrains leur sont concédés. De nombreux canaux sont creusés à travers la Prairie au XIe siècle afin d'assainir les marais, alors transformés en prés de fauche. Des chaussées sont également tracées afin de permettre la circulation des charrettes de foin. Au tout début du XIIe siècle, Robert Courteheuse fait creuser un canal entre l'Orne et le Grand Odon, transformant ainsi le quartier Saint-Jean, alors encore peu construit, en île. Les limites entre l'espace urbain et l'espace rural sont alors clairement établies : au nord, le Grand Odon qui sépare la Prairie du Bourg-l'Abbé, à l'est le canal robert, au sud l'Orne. Ces frontières sont restés inchangées jusqu'au début du XXe siècle.

### L'ère moderne

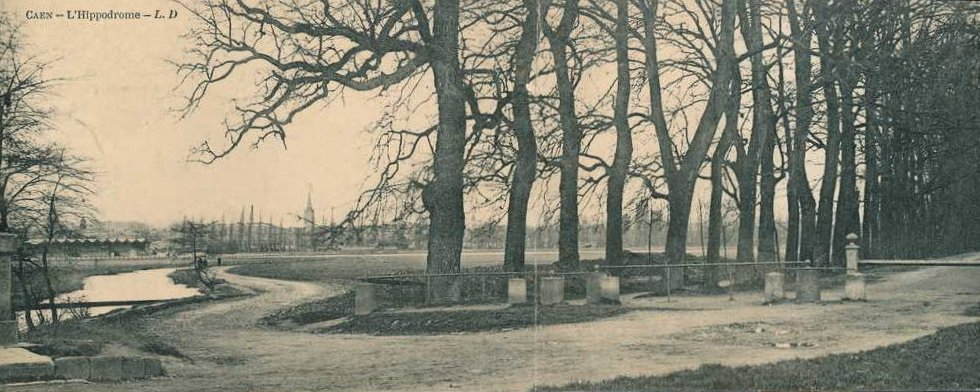
La Prairie au debut du XXe siècle.

À partir de 1590, un rempart est construit entre deux nouveaux bastions élevés l’un près de la Porte Saint-Étienne (bastion des Jésuites à partir du XVIIe siècle), l’autre dans la Cercle des Jacobins (bastion de la Foire). Les Petits Prés sont ainsi isolés de la Prairie qu'ils prolongeaient au nord-est. À partir des années 1620, les terrains des Petits Près sont lotis pour faire face à l'accroissement démographique. En 1635-1637, la ville lance une grande opération d'urbanisme consistant à construire un nouveau quartier pour les couches les plus aisées de la population. Des hôtels particuliers organisés autour d'une place royale, l'actuelle place de la République, s'élèvent à partir de 1640 ; l'achèvement du séminaire des Eudistes de Caen en 1703 marque l'aboutissement final de ce projet.
Les Petits Prés, notamment une partie appelée le Pré des Ébats, était un espace de récréation important. Afin de pallier leur suppression, des promenades publiques arborées sont aménagées dans la Prairie à la fin du XVIIe siècle. Le cours-la-Reine (actuel cours général de Gaulle), le long du canal Robert, est planté en 1676 et le cours de l'Orne (actuel cours Kœnig) en 1691. Lors de son séjour à Caen en 1689, la marquise de Sévigné fait allusion à ces promenades dans une lettre écrite à sa fille. Cette promenade très appréciée des Caennais est décrite avec emphase par Guillaume-Stanislas Trébutien à la fin du XIXe siècle :

« De ces promenades, la vue s'étend avec délices sur d'immenses prairies, espèce de mer végétale, plus verte que l'Océan et presque aussi grandiose. C'est le sublime de l'abondance tranquille, que cette prairie où, après la récolte des foins, des vaches dignes du pinceau de Potter, ruminent dans de rêveuses attitudes. Elle [...] s'enfonce carrément dans un horizon idéal, jusqu'à des massifs et de clairs rideaux de peupliers, à travers lesquels pointent les clochers des hameaux lointains et blanchissent quelques maisons, isolés au milieu du paysage ou groupées sur les coteaux terminant au loin la vallée ! »

En juin 1786, lors de la visite de Louis XVI, le roi se promène sur le cours-la-Reine et admire la vue sur la Prairie.

### Depuis leXIXesiècle

#### Hippodrome de la Prairie
Le 26 août 1837, la première course de trotteurs est organisée dans la Prairie par la Société d'agriculture et de commerce de Caen. Le 13 février 1839, le conseil municipal décide d'établir un hippodrome permanent. Le lit de la Noë, bras de l'Orne rejoignant les Odons, est détourné et la terre provenant du creusement du canal de Caen à la mer est déversée sur la Prairie pour créer la construction de la piste et des tribunes.
En 2014, des épreuves des jeux équestres mondiaux de 2014 sont organisées dans l'hippodrome et sur les terrains environnants.

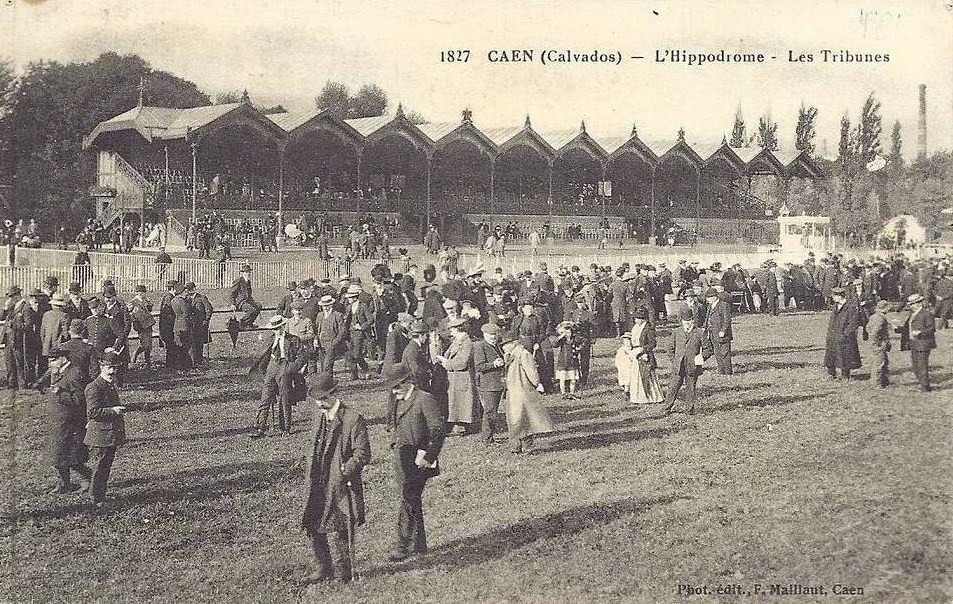
Anciennes tribunes de l'hippodrome de la Prairie.
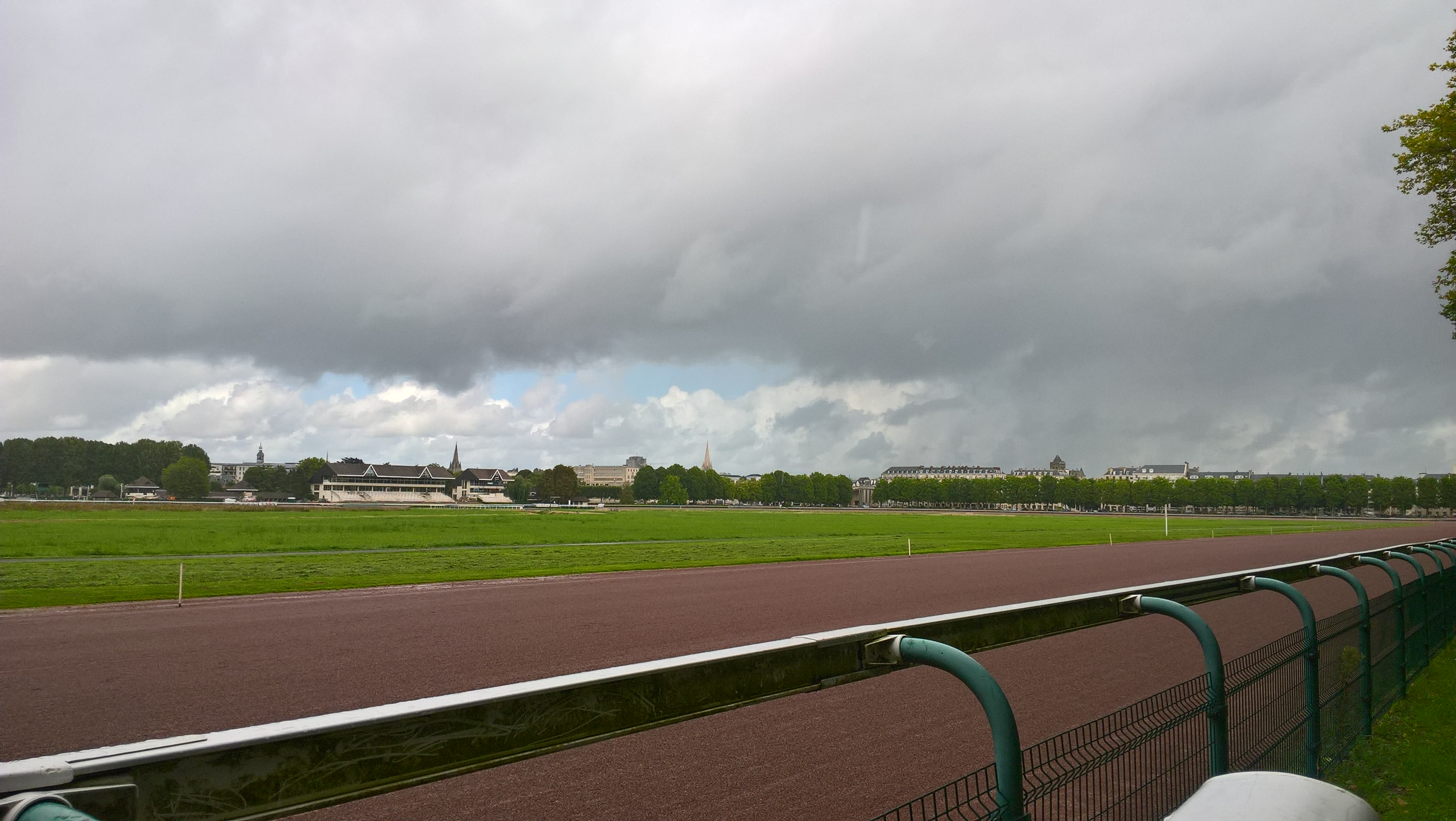
Vue partielle de la piste de l'hippodrome de Caen (2017).

#### Le mitage urbain

La Prairie sur une carte de 1870.

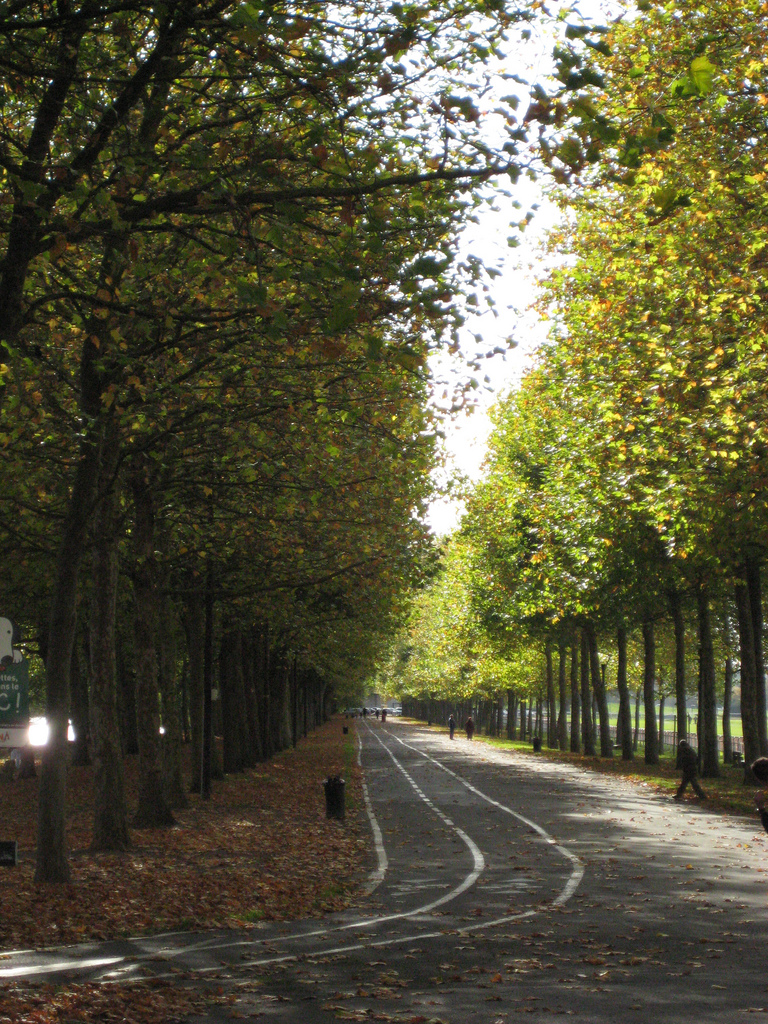
Allée de platanes du cours Général Kœnig.

Dans la deuxième partie du XIXe siècle, l'arrivée du chemin de fer à Caen bouleverse la physionomie de la partie sud de la Prairie. Les premiers trains de la Compagnie des Chemins de fer de l'Ouest en provenance de Paris arrivèrent à partir de 1855 dans une gare provisoire bâtie à Mondeville. Une vive polémique opposa les édiles sur l'emplacement de la nouvelle gare à construire, plusieurs terrains étant proposés, notamment dans la Prairie. La gare de Caen a finalement été construite à Vaucelles en 1857, mais la Prairie est traversée par la ligne Paris - Caen - Cherbourg à partir de 1858. Plusieurs embranchements ferroviaires situés dans la Prairie viennent s'y ajouter : chemin de fer de la Suisse Normande en 1873, raccordement avec la ligne de Caen à la mer en 1877, ligne Caen - Vire en 1886. La Prairie est depuis coupée en deux par ces infrastructures ferroviaires. Seule la ligne Paris - Caen - Cherbourg est encore en service aujourd'hui, mais les talus des lignes de Flers et de Vire n'ont pas été arasés. Certains contemporains de la construction de ces voies de chemin de fer se sont désolés de ces travaux. Ainsi Jules Barbey d’Aurevilly, qui surnommait la Prairie le « camp du drap vert », écrit-il en 1856 :

« Trébutien m'a montré au bout de sa canne, - la seule chose avec quoi on doive désigner de pareilles abominations, car la main crispée y répugnerait, - la place où ils vont couper ce splendide morceau de verdure et rompre un horizon, beau à sa manière, comme la baie de Naples ou la vue du Bosphore. Ah! si Byron avait vécu ici comme Brummell, cette promenade sublime aurait son rang dans les admirations officielles du monde et de l'Europe ! »

Au nord, la ville grignote peu à peu la Prairie : Cité Grusse à partir de 1876, décharge au sud de l'abbaye aux Hommes (alors occupé par le lycée Malherbe) en 1889, ouverture de l'avenue Albert Sorel et de la rue Fred Scamaroni après 1908. Les terrains sont remblayés afin de consolider les terrains qui restaient encore marécageux et des équipements publics sont construits le long de la rue Scamaroni et de l'avenue prolongée après 1913 (stade Hélitas en 1924, maison des étudiants en 1928, maison de l’A en 1931, laboratoire départemental de bactériologie du Calvados en 1932). L'avenue finit toutefois toujours dans les champs. En 1938, on projette d'y construire une nouvelle faculté des sciences pour l'université de Caen, mais les travaux ne sont pas menés à bien.
La Prairie ne prend ses limites actuelles qu'après la Seconde Guerre mondiale. Les gravats issus des bâtiments détruits pendant la bataille de Caen sont déposés dans la Prairie afin d'assainir le terrain. De nouvelles voies sont tracées sur cette plateforme et sur des talus : boulevards Yves Guillou, des Baladas et du Petit Vallerent, avenue Albert Sorel prolongée jusqu'au boulevard Guillou. Le cours de l'Odon est détourné pour longer le nouveau boulevard par le sud.
De 1952 à 1958, est organisé le Grand Prix automobile de Caen sur les boulevards ceinturant la Prairie.
Un arrêté du 16 juillet 1958, publié au journal officiel le 30 juillet, autorise les Courriers normands (ancêtre des Bus verts du Calvados) à établir l'hélistation de Caen sur la Prairie pour sa ligne Caen – Le Havre. L'expérience ne dure qu'un été.
À partir des années 1960, des équipements publics (centre des congrès, stade nautique, nouveau lycée Malherbe au nord ; parc des expositions, Zénith de Caen à l'ouest) sont construits au nord de cette ceinture de boulevards qui marque désormais les limites entre l'espace urbain et la Prairie.

## Protections

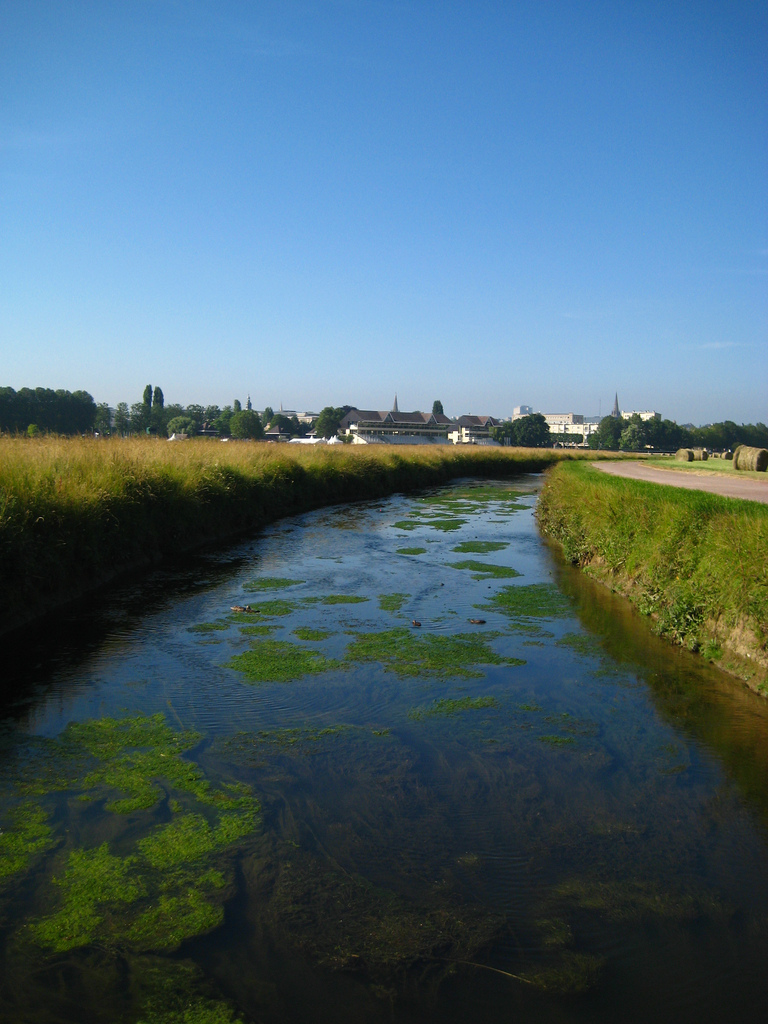
Bras de l'Orne traversant la Prairie.

En 1917, la commission de classement des sites désire voire classer la Prairie, ainsi que les cours Circulaire, Sadi-Carnot et le Grand-Cours. La ville accepte lors de sa séance du 16 juillet 1917 et le conseil général du Calvados lors d'une de ses séances d'octobre de la même année. La commission des sites et monuments naturels du Calvados donne un avis favorable le 19 janvier 1918.
Mais ce n'est que le 15 avril 1932 que le territoire est déclaré site inscrit. C'est un élément principal du patrimoine historique et naturel de la ville. Une partie des terrains sont pourtant remblayés avec les ruines de la ville pendant la reconstruction de Caen afin de prolonger l'avenue Albert-Sorel et de créer le boulevard Yves-Guillou.
En 1982, un plan d’eau a été creusé à l’ouest de l'hippodrome pour servir de réserve ornithologique. De nombreuses espèces (fuligules, canards, garrots à œil d'or, mouettes rieuses, bécassines) y séjournent régulièrement. Près de 180 espèces y ont été observées depuis 1972 par le Groupe ornithologique normand. L'hiver 2013/2014 est marqué par l'hivernage complet de la rémiz penduline et le printemps 2014 par la nidification de la gorgebleue. Le merle à plastron, observé en mars 2019, constitue la 172e espèce observée sur le site. L'année 2020 est marquée par l'observation de 4 nouvelles espèces sur le site : la Fauvette pitchou (173e), le Blongios nain (174e), la Marouette de Baillon (175e) et le Héron garde-bœufs (176e). L'année 2021 se démarque avec l'observation de l'Élanion blac (177e), le Balbuzard pêcheur (178e) et le Pipit à gorge rousse (179e).
En 2014 et 2015, à la suite des Jeux équestres mondiaux, des mesures compensatoires en faveur de la nature ont été faites : étrépage de deux zones pour la botanique et l'entomologie, reprofilage en pente douce d'un fossé, reprofilage d'une partie de la berge de la mare, en pente douce pour de meilleurs échanges (plante, insecte, amphibiens, oiseaux), aménagement de l'îlot central pour la nidification des oiseaux (apport de graviers)[réf. nécessaire].
La Prairie joue toujours un rôle essentiel dans la gestion des crues de l'Orne. Elle sert de réservoir lors de crues importantes et se transforme alors en un vaste étang.
Dans le plan d'occupation des sols en vigueur, la Prairie est définie comme une zone naturelle protégée (zone NDa) :
Compte tenu de leur qualité exceptionnelle, de leur importance sur le plan des paysages, de leur taille et de leur situation au sein de l'agglomération, ces espaces font l'objet de mesures de protection particulières visant à en préserver le caractère et à en renforcer la fonction de loisir et d'agrément.[…] Le secteur NDa, correspondant au secteur de la Prairie, est particulièrement exposé aux risques d'inondation liés aux possibles crues de l'Orne ; il est régi par des règles visant à assurer le maintien en l'état naturel des lieux.